# Cephaloleia linki
Cephaloleia linki es un coleóptero de la familia Chrysomelidae.
Fue descrita científicamente en 1939 por Uhmann.